# Choi Yun-hee
Choi Yun-hee (ur. 28 maja 1986) – koreańska lekkoatletka, tyczkarka.

## Osiągnięcia
- brązowy medal mistrzostw Azji (Guangdong 2009)
- brązowy medal mistrzostw Azji (Kobe 2011)
- srebrny medal halowych mistrzostw Azji (Hangzhou 2012)
- wielokrotna mistrzyni i była rekordzistka kraju

W 2012 reprezentowała Koreę Południową na igrzyskach olimpijskich w Londynie. 31. miejsce w eliminacjach nie dało jej awansu do finału.

## Rekordy życiowe
- skok o tyczce (stadion) – 4,41 (2012) rekord Korei Południowej
- skok o tyczce (hala) – 4,30 (2012) rekord Korei Południowej